# متحف مدينة براتيسلافا
متحف مدينة براتيسلافا هو متحف في براتيسلافا، سلوفاكيا، تأسس عام 1868. يقع مقره الرئيسي في المدينة القديمة ، براتيسلافا [الإنجليزية]، بالقرب من هلافني نامستي (براتيسلافا) [الإنجليزية] في المدينة القديمة، براتيسلافا [الإنجليزية]. المتحف مملوك لواحدة من 11 منظمة مخصصة لمدينة براتيسلافا.
يوثق المتحف تاريخ براتيسلافا من أقدم العصور حتى القرن العشرين. يعد متحف مدينة براتيسلافا أقدم متحف يعمل بشكل مستمر في سلوفاكيا.

## يعرض
يدير متحف مدينة براتيسلافا ثمانية متاحف متخصصة مع تسعة عروض دائمة في جميع أنحاء المدينة:
- متحف تاريخ المدينة: المتحف الرئيسي الذي يعرض الاكتشافات والنتائج الأثرية ويوثق تاريخ الصيدلة والثقافة والحياة الاجتماعية وعلم المسكوكات
- متحف الأسلحة وتحصينات المدينة في البرج فوق بوابة مايكل [الإنجليزية]
- متحف الساعات، يقع في بيت الراعي الصالح
- متحف يوهان نيبوموك هاميل
- متحف آرثر فليشمان [الإنجليزية]
- متحف يانكو جيسينسكي [الإنجليزية]
- قلعة ديفين [الإنجليزية] النصب الثقافي الوطني في ديفين
- نصب جيرولاتا [الإنجليزية] الثقافي الوطني في روسوفتشي [الإنجليزية].

## روابط خارجية
- الموقع الرسمي لمتحف مدينة براتيسلافا باللغة الإنجليزية
- الموقع الرسمي لمتحف مدينة براتيسلافا باللغة السلوفاكية